# Východohercegovinský dialekt

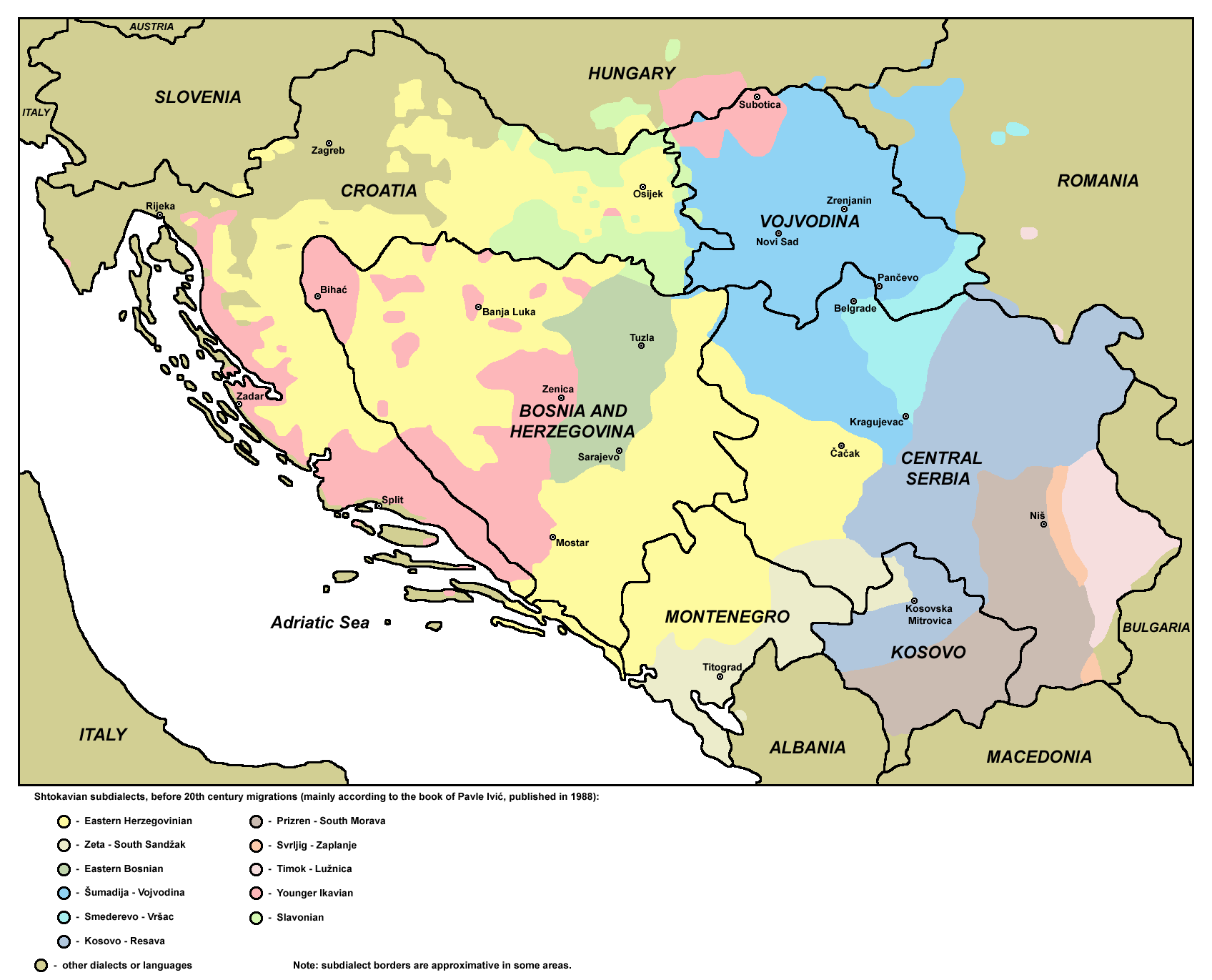
Východohercegovinský dialekt na mapě srbského a chorvatského jazykového prostoru

Východohercegovinský dialekt (srbsky Источнохерцеговачки дијалекат, nebo také Херцеговачко-крајишки дијалкат) je jedním z dialektů, který sdílejí srbština, bosenština, černohorština a chorvatština. Rozkládá se na území jihu a východu Bosny a Hercegoviny, na severu Černé Hory, okolí Dubrovnika a na území víceméně bývalé RSK s přesahy do chorvatského vnitrozemí. 

## Historie
Představuje západní hranici štokavštiny. Na základě tohoto dialektu Vuk Karadžić formoval v 19. století spisovnou podobu srbského jazyka; protože je rovněž spjatá s Dubrovníkem jako významným centrem středověké literatury, přijali jej v 30. letech 19. století také i Chorvaté za základ pro svůj spisovný jazyk. 

## Charakteristika
Tento dialekt je ijekavský (to znamená že staroslověnská samohláska jať se zde vyslovuje a zapisuje jako ije, či je a na rozdíl od dialektů jižního a středního Srbska zde došlo ke změně systému přízvuků - které se víceméně posunuly o jednu slabiku dopředu. Východohercegovinský dialekt také zná délku a melodii přízvuku, kterou dnes používají také i chorvatská, bosenská i srbská média. Od jazykového standardu se ale odlišuje především tím, že se zde nevyslovuje hláska h, a že se některá slova změkčují (tzv. nová jotace; đevojka namísto djevojka), což je výsledek postupného zjednodušení výslovnosti samohlásky jat jako v podobě je/ije. 